# Thomas Stindl
Thomas Stindl (* 28. Januar 1966 in Graz) ist ein österreichischer Extremsportler. Er ist Vater von zwei erwachsenen Kindern und lebt mit seiner Frau in Graz. Beschäftigt ist er bei der Pensionsversicherungsanstalt, Landesstelle Steiermark. Er ist 1,86 m groß und wiegt rund 80 kg.

Nachdem er in seinen Jugendjahren nur sehr wenig Sport betrieb, begann er zunächst mit dem Laufsport und nahm im guten Mittelfeld an Bewerben bis zur Marathondistanz teil. 1996 zwangen ihn Hüftschmerzen mit dem Laufen aufzuhören, worauf er mit dem Radsport begann.
Seitdem nimmt er regelmäßig an Ultraradrennen und Brevets teil, welche er überwiegend mit Podestplätzen beendet. Seit er regelmäßig im Spitzenfeld fährt, wird er von seinen Fans meist "Turbo Tom" (in Anlehnung der Kinderfernsehserie Tom Turbo) genannt.
Sein größter Erfolg war die Teilnahme bei der Ultraradmarathon-Weltmeisterschaft 2008, wo er seine Altersklasse gewann.
Bisher startete er für die Vereine "RC Vychodil", "RC Judendorf" und der Sportlergemeinschaft "Langmann & Partner Powerteam. Seit 2015 ist er vereinslos.